# Haruka Abe

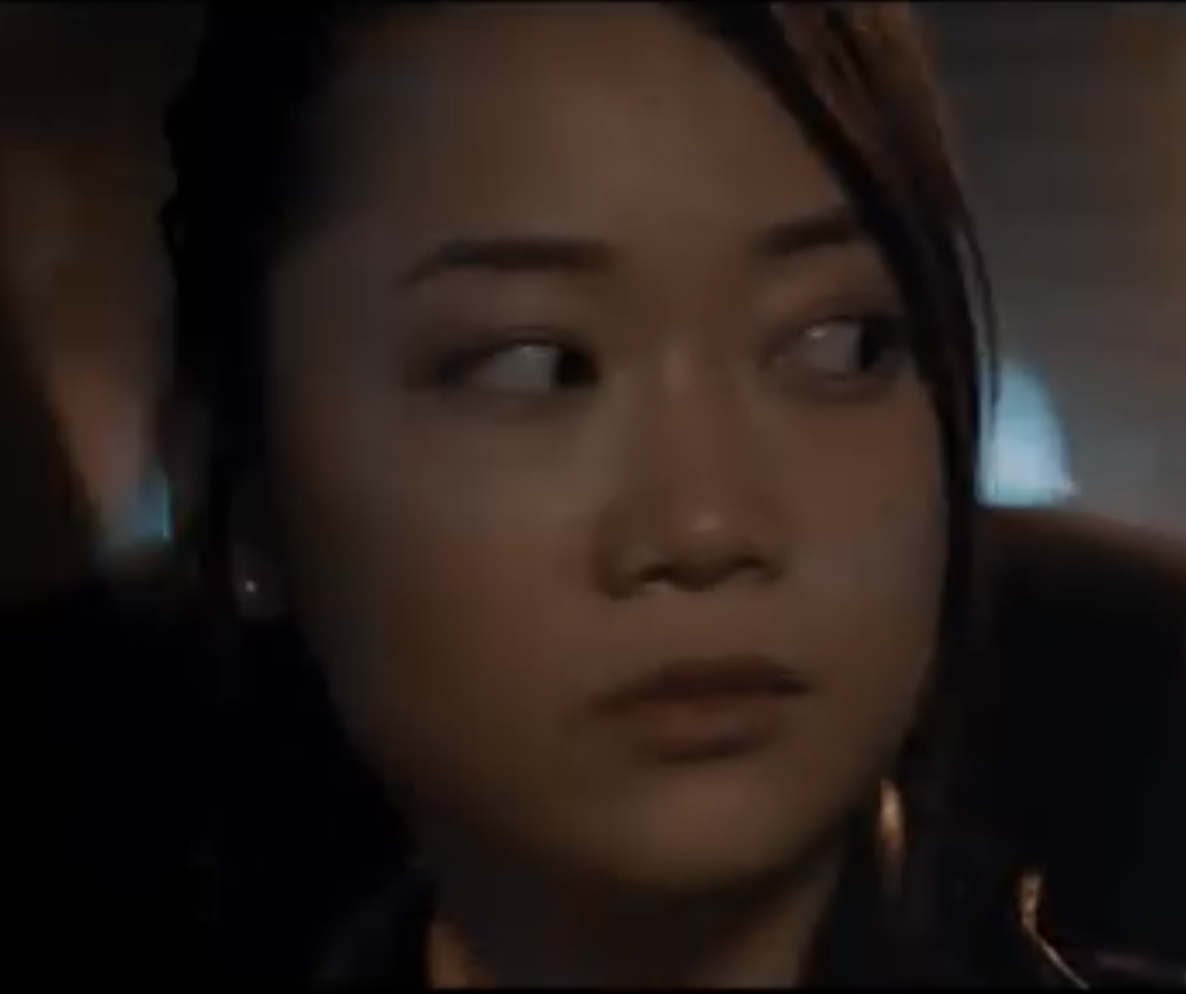
Haruka Abe (Videostandbild, 2016)

Haruka Abe (jap. 安部 春香, Abe Haruka; * 8. Januar 1985 in Nerima, Tokio) ist eine japanisch-britische Schauspielerin.

## Leben
Abe wuchs abwechselnd in New York, Tokio und London auf, wo sie derzeit auch ihren Wohnsitz hat. Ihre Schauspielausbildung absolvierte sie am Rose Bruford College in South East London.
Im deutschsprachigen Raum erlangte Abe mit ihrer Hauptrolle im Musikvideo zu Rather Be der britischen Band Clean Bandit größere Bekanntheit.

## Filmografie (Auswahl)

### Film
- 2013: 47 Ronin
- 2013: Alles eine Frage der Zeit (About Time)
- 2014: The Knife That Killed Me
- 2014: The Scopia Effect
- 2014: Random 11
- 2015: After the World Ended
- 2016: Late Shift
- 2021: Snake Eyes: G.I. Joe Origins
- 2021: Cruella

### Fernsehen
- 2007–2011: Ideal
- 2008: The Things I Haven’t Told You
- 2009: Casualty
- 2009: Hautnah – Die Methode Hill (Wire in the Blood)
- 2012: Mein genialer Handy-Geist (My Phone Genie)
- 2014: Doctors
- 2014: Edge of Heaven
- 2015: Cucumber
- 2015: Cyberbully (Fernsehfilm)
- 2017: Emerald City
- 2017: Zapped
- 2018: Kiss Me First
- 2018: Stath Lets Flats
- 2019: Silent Witness

### Musikvideo
- 2014: Clean Bandit & Jess Glynne – Rather Be